# Jamaica Defence Force
Die Jamaica Defence Force (JDF) bilden die Streitkräfte Jamaikas. Sie besteht aus einer 3500 Mann starken Berufsarmee und einer Reserve. Es gibt keine Wehrpflicht. Die Hauptaufgabe der JDF ist der Schutz des Landes und die Gewährleistung der inneren Sicherheit. Sie untersteht dem Premierminister, vertreten durch den Minister für Sicherheit und Justiz. Oberbefehlshaber ist seit 1. Dezember 2016 Generalmajor Rocky Meade.

## Geschichte

Truppenfahne

Gegründet wurde die JDF am 31. Juli 1962, also wenige Tage vor der Unabhängigkeit Jamaikas am 6. August des Jahres. Sie ging aus dem West India Regiment (WIR) hervor. Während der beiden Weltkriege hatte es bereits eine Freiwilligenarmee gegeben, die Großbritannien unterstützte. Die JDF gleicht in ihrer Organisation der britischen Armee. Ausbildung, verwendete Waffensysteme und Traditionen sind mit denen anderer Commonwealth-Staaten vergleichbar. Der Verteidigungsetat 2003 belief sich auf 31,17 Millionen US-Dollar, rund 0,4 % des Staatshaushaltes. 1998 gab es 3320 Berufssoldaten, 90 % waren beim Heer, je 5 % bei Marine und Luftwaffe. Offizieranwärter werden größtenteils im Ausland ausgebildet, hauptsächlich in Großbritannien und Kanada. Im Laufe ihrer Karriere kehren sie zu Fortbildungen dorthin zurück. Soldaten unterer Ränge erhalten ihre Ausbildung in einer heimischen Kaserne.
Dem Militär oblagen seit Gründung auch Polizeiaufgaben. Es wurde in den vergangenen Jahren vor allem zur Bekämpfung des Drogenhandels und krimineller Banden eingesetzt. 2001 war es in Unruhen in der Hauptstadt Kingston verwickelt, bei denen 140 Menschen zu Tode kamen. In der Folge wurde das Land immer wieder von verschiedenen Menschenrechtsorganisationen verurteilt. 1983 war die JDF mit einigen Soldaten an der Invasion Grenadas beteiligt. Sie bewachten gefangengenommene Gegner und sicherten Hafenanlagen für den Nachschub.
Frauen wurden erstmals 1976 in die damalige Frauenkompanie des Support and Services Battalions rekrutiert.

### Militärische Oberbefehlshaber
| Zeitraum                      | Oberbefehlshaber                                   |
| Stabschef (COS)               | Stabschef (COS)                                    |
| ----------------------------- | -------------------------------------------------- |
| 1962–1965                     | Brigadier Paul Edwin Crook                         |
| 1965–1973                     | Brigadier David Hartman Smith                      |
| 1973                          | Brigadier Dunstan Fitzgerald Robinson              |
| 1973–1979                     | Major General Rudolph Edward George Green          |
| 1979–1990                     | Major General Robert J. Neish                      |
| 1990–1998                     | Rear Admiral Peter L. Brady                        |
| 1998–2002                     | Major General John I. Simmonds                     |
| 2002–2007                     | Rear Admiral Hardley M. Lewin                      |
| Chiefs of Defence Staff (CDS) |                                                    |
| 2007–2010                     | Major General Stewart Emerson St. Leonard Saunders |
| 2010–2016                     | Major General Antony Bertram Anderson              |
| seit 2016                     | Major General Rocky Ricardo Meade                  |

## Organisation
Hauptsitz der Streitkräfte ist das Up Park Camp in Kingston, wo sich neben den Stäben der Teilstreitkräfte auch das Militärgefängnis, ein militärischer Ehrenfriedhof und der Hauptsitz der Militärnachrichtenabteilung befindet.
Dem Hauptquartier unterstehen direkt die 1., 2. und 3. (NR) Kompanie des Jamaica Regiments (JR), das Supply und Services Battalion (Sp and Svcs Bn; Versorgungs- und Unterstützungsbataillon), der JDF AW sowie dessen Nationalreserve, die JDF CG sowie deren Nationalreserve, das 1. Pionierregiment, die Militärnachrichtenabteilung und das Kampfunterstützungsbataillon.

### Landstreitkräfte
Das Heer ist mit einer Mannstärke von knapp 3000 Mann die größte Teilstreitkraft. Es besteht aus zwei Bataillonen sowie einer Reserve. Neben der Kriminalitätsbekämpfung ist die wichtigste Aufgabe der Katastrophenschutz. Außer einer kleinen Anzahl gepanzerter Fahrzeuge vom Typ Cadillac V-150 stehen vor allem geländegängige Transportfahrzeuge zur Verfügung.

### Seestreitkräfte

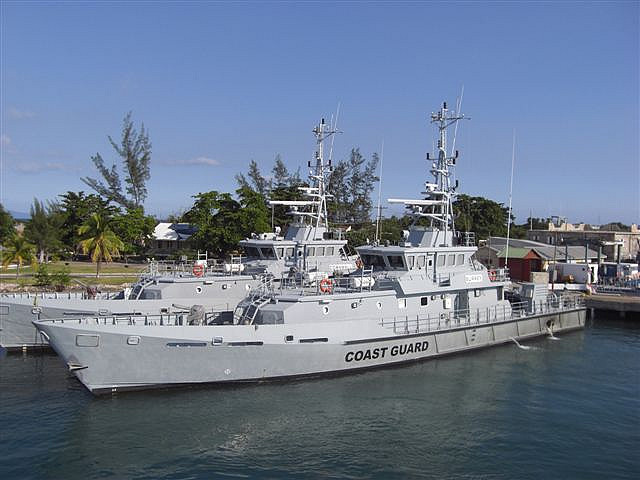
Patrouillenboot der County-Klasse

Die Coast Guard ist der technisch bestausgestattete Teil des Militärs mit einer Mannstärke von 300 Soldaten. Neben drei modernen, in den Niederlanden gefertigten Patrouillenbooten kommen eine Reihe kleinerer Boote zum Einsatz, vor allem in Küstennähe. Zusammen mit der US-Marine führt sie Maßnahmen zur Bekämpfung des Drogenschmuggels durch und überwacht die Einhaltung der Umweltschutzbestimmungen.

### Luftstreitkräfte
Die Luftwaffe verfügt über 200 Soldaten. Neben einigen Helikoptern vom Typ Bell stehen vor allem unbewaffnete Flächenflugzeuge zur Verfügung. Zusammen mit der Coast Guard überwachen sie den Schiffsverkehr. Schwerpunkt ist dabei die Suche nach Schmugglern und illegalen Einwanderern sowie Umweltverschmutzungen, aber auch Search-and-Rescue-Operationen.

## Militärmusik
Die Jamaica Defence Force verfügt über zwei Militärmusikbands.
- Jamaica Military Band: Die steht in der Traditionsfolge der Militärmusikband des West India Regiments, die im Februar 1927 gegründet wurde. Weltweit tragen außer der Jamaica Military Band nur noch die Angehörigen der Band des Barbados Regiments der Barbados Defence Force die Uniform der Zuaven.[10]

- Jamaica Regiment Band: Auch die Regimentsband des Jamaika Regiments geht auf die 1959 gegründete Regimentsband des West India Regiments zurück. Organisatorisch ist die Band in das 1. Bataillon des Jamaika Regiments eingegliedert. Den heutigen Namen führt die Band seit der Aufstellung des 2. Bataillons 1979.[11]

## Dienstgrade
Die Dienstgrade der Jamaica Defence Force wurden weitestgehend von den britischen Streitkräften übernommen. Das Militärpersonal der seegehenden Einheiten der JDF Coast Guard führt Dienstgrade und Rangabzeichen analog der Royal Navy. Einen Generals- bzw. Admiralrang hat nur der militärische Oberbefehlshaber der Streitkräfte inne. Der Brigadier bzw. Commodore ist vergleichbar den britischen Streitkräften kein echtes Mitglied des Generals-/Admiralsstabs.
| JDF allgemein                     | JDF allgemein               | JDF allgemein                | JDF allgemein                   | JDF Coast Guard                        | JDF Coast Guard                  | JDF Coast Guard                   | JDF Coast Guard            |
| Generalität/Admiralität           | Generalität/Admiralität     | Generalität/Admiralität      | Generalität/Admiralität         | Generalität/Admiralität                | Generalität/Admiralität          | Generalität/Admiralität           | Generalität/Admiralität    |
| Major General Maj Gen             | Major General Maj Gen       | Major General Maj Gen        | Major General Maj Gen           | Rear Admiral Maj Gen                   | Rear Admiral Maj Gen             | Rear Admiral Maj Gen              | Rear Admiral Maj Gen       |
| Offizierkorps                     | Offizierkorps               | Offizierkorps                | Offizierkorps                   | Offizierkorps                          | Offizierkorps                    | Offizierkorps                     | Offizierkorps              |
| Brigadier Maj Gen                 | Colonel Col                 | Lieutenant General Lt Col    | Major LtCdr                     | Commodore Cdre                         | Captain (M) Capt                 | Commander Cdr                     | Lieutenant Commander LtCdr |
| --------------------------------- | --------------------------- | ---------------------------- | ------------------------------- | -------------------------------------- | -------------------------------- | --------------------------------- | -------------------------- |
|                                   |                             |                              |                                 |                                        |                                  |                                   |                            |
| Captain Lt                        | Lieutenant Lt               | Second Lieutenant 2nd Lt     | Officer Cadet OCdt              | Lieutenant Senior Grade LtSG           | Lieutenant Junior Grade LtJG     | Sub-Lieutenant SLt                | Midshipman Mid             |
|                                   |                             |                              |                                 |                                        |                                  |                                   |                            |
| Unteroffizierkorps                |                             |                              |                                 |                                        |                                  |                                   |                            |
| Warrant Officer Class 1 (FSM) WOI | Warrant Officer Class 1 WOI | Warrant Officer Class 2 WOII | Staff/Colour Sergeant SSgt/CSgt | Master Chief Petty Officer 1 (FSM) WOI | Master Chief Petty Officer 1 WOI | Master Chief Petty Officer 2 WOII | Chief Petty Officer CPO    |
| Sergeant Sgt                      | Corporal Cpl                |                              |                                 | Petty Officer PO                       | Leading Seaman LR                |                                   |                            |
| Mannschaftsdienstgrade            |                             |                              |                                 |                                        |                                  |                                   |                            |
| Lance Corporal LCpl               | Private (Pvt)               |                              |                                 | Able Seaman (AB)                       | Ordinary Seaman                  |                                   |                            |